# Longitarsus bearei
Longitarsus bearei là một loài bọ cánh cứng trong họ Chrysomelidae. Loài này được Kevan miêu tả khoa học năm 1967.